# Франклей (Міссурі)
Франклей (англ. Frankclay) — переписна місцевість (CDP) в США, в окрузі Сент-Франсуа штату Міссурі. Населення — 194 особи (2020).

## Географія
Франклей розташований за координатами 37°51′47″ пн. ш. 90°36′52″ зх. д. / 37.86306° пн. ш. 90.61444° зх. д. (37.862962, -90.614429).  За даними Бюро перепису населення США в 2010 році переписна місцевість мала площу 1,64 км², уся площа — суходіл.

## Демографія
Згідно з переписом 2010 року, у переписній місцевості мешкала 221 особа в 88 домогосподарствах у складі 64 родин. Густота населення становила 135 осіб/км².  Було 112 помешкання (68/км²).
Расовий склад населення:
| - 100,0 % — білих |

До двох чи більше рас належало 0,0 %. Частка іспаномовних становила 0,0 % від усіх жителів.
За віковим діапазоном населення розподілялося таким чином: 23,1 % — особи молодші 18 років, 63,3 % — особи у віці 18—64 років, 13,6 % — особи у віці 65 років та старші. Медіана віку мешканця становила 39,4 року. На 100 осіб жіночої статі у переписній місцевості припадало 84,2 чоловіків;  на 100 жінок у віці від 18 років та старших — 82,8 чоловіків також старших 18 років.
Середній дохід на одне домашнє господарство  становив 19 672 долари США (медіана — 19 531), а середній дохід на одну сім'ю — 22 664 долари (медіана — 20 625). 
Цивільне працевлаштоване населення становило 7 осіб. Основні галузі зайнятості: освіта, охорона здоров'я та соціальна допомога — 100,0 %.